# Жейлитбаев, Серик Нурмагамбетович
Се́рик Нурмагамбе́тович Жейлитба́ев (каз. Серік Жейлітбаев; (23 июня 1974, Караганда — 14 января 2013, Алма-Ата) — советский и казахстанский футболист, тренер. Трёхкратный чемпион Казахстана.

## Биография
Родился 23 июня 1974 года в городе Караганде Карагандинской области Казахской ССР, ныне Республика Казахстан. В 1990 году был приглашён в юношескую сборную СССР, но в команде могли играть спортсмены, родившиеся после 1 июля 1974 года, поэтому получил документы с новой датой рождения — 23 августа 1974 года.
В 15 лет приехал в Алма-Ату, в спортинтернат. Был в группе юношей 1973—1974 годов рождения.
В 1992 году выиграл с «Кайратом» первый чемпионат Казахстана и сделал Золотой дубль, выиграв и первый Кубок Казахстана.
Затем выступал за российскую «Сибирь» (Курган) и туркменскую «Нису», позже за различные клубы Казахстана. В лучшем периоде 2002—2004 дважды становился чемпионом Казахстана и один раз вице-чемпионом в составе павлодарского «Иртыша».
Но трижды возвращался в родной «Кайрат», а после завершения карьеры принял предложение стать тренером дублёров.
В конце жизни у Жейлитбаева, который никогда не получал травм, была диагностирована киста головного мозга. За несколько лет он перенёс две сложные операции по удалению кисты, вначале в Санкт-Петербурге, после которой ему на время стало лучше. В конце 2011 года принял предложение тренировать дубль «Кайрата», однако после обмороков вновь обратился за помощью к врачам. Весной 2012 года в Израиле был прооперирован во второй раз.
Скончался в ночь на 14 января 2013 года в городе Алма-Ате Республики Казахстан.

## Достижения

### Командные
«Кайрат»
- Чемпион Казахстана: 1992
- Обладатель Кубка Казахстана (2): 1992, 1996/1997

 «Сибирь (Курган)»
- Победитель Третьей лиги России: 1994

 «Ниса»
- Обладатель Кубка Туркменистана: 1998

 «Иртыш»
- Чемпион Казахстана (2): 2002, 2003
- Вице-чемпион Казахстана: 2004

 «Восток»
- Победитель Первой лиги Казахстана: 2010

### Личные
- До рекорда Н. Ж. Жумаскалиева занимал 1-е место в списке рекордсменов чемпионата Казахстана по количеству проведённых матчей (457)[5][6].

## Память
- В 2013 году Казахстанская федерация футбола учредила приз памяти Серика Жейлитбаева, который получит игрок, на чьём счету окажется наибольшее число матчей в чемпионате Казахстана[7].